# Tebaiska legionen
Tebaiska legionen var, enligt en redan i skrifter från 400-talet omtalad legend, en romersk legion, som kejsar Maximianus (286-305) kallade från landskapet Thebais i Egypten till sin hjälp i en strid mot de kristna i Gallien.
Då soldaterna, själva kristna, vägrade, dödades två gånger var tionde man bland dem, och vid fortsatt vägran nedmejades slutligen hela legionen. Händelsen skall ha inträffat vid Saint-Maurice i nuv. Schweiz (Valais), en ort, som bevarar namnet av legionens anförare, Mauritius. Han blev förklarad för helgon. Han och hans 6 600 kamrater vördas högt inte bara i Valais, utan även i Italien (där Mauritiusorden uppkallats efter honom i egenskap av Savojens skyddspatron) och trakterna nedåt Rhen. 